# Vincent Chin
Vincent "Randy" Chin (Kingston, Jamajka, 3. listopada 1937. – Fort Lauderdale, Florida, SAD, 2. veljače 2003.) je bio jamajčanski glazbeni producent i vlasnik diskografske etikete. Vodio je prodavaonico, studio za snimanje glazbe i diskografsku etiketu. Poslije je preselio u New York gdje je zajednog sa suprugom postavio temelje diskografskog carstva VP Recordsa, danas najveće svjetske etikete i distributera karipske glazbe na svijetu.

## Životopis
Bio je sin drvodjelca koji je otišao iz Kine radi kratka boravka na Kubi, a potom se je 1920-ih za stalno naselio na Jamajci. Vincent Chin je još kao stariji pubertetlija nadgledao skladištenje i održavanje džuboksova na otočkim barovima za Isaaca Issu, uglednog sirsko-jamajčanskog poduzetnika. Zadržavao je i zamjenjivao viškove ploča te ih koristio radi otvorenja njegove prodavaonice Randy's Records koja se je nalazila na uglu ulica East i Tower u Kingstonu. Prodavaonicu ploča je otvorio 1958. godine. Ime prodavaonici dolazi od američke prodavaonice gramofonskih ploča koja je sponzorirala radijsku emisiju R&B glazbe koju se je moglo čuti na otoku. Njegov sin Clive Chin je rekao da je odskočna daska za posao njegova oca bilo to što je čuvao ploče ("He kept dem records, and that was the springboard of his business, y'know?").
Uskoro se dao u snimanje glazbe. Prvo je snimao mjesne glazbenike, postavši tako jedan od prvih koji je na Jamajci objavio lokalno snimljenu glazbu. Među početnim uspjesima bili su ska singlovi calypso glazbenika Lorda Creatora. Jedan od prvih singlova koje je objavio Island Records bio je Creatorov Independent Jamaica iz 1962., koji je producirao Chin. Ostale prve uspjenice bile su izdanja Basila Gabbidona, Jackieja Opela, Johna Holta te dvojca Alton & Eddie (Alton Ellis i Eddie Perkins).

## Vanjske poveznice
- Vincent "Randy" Chin discogs.com
- "In pictures:Randy's Records", The Guardian